# 爱德华·凯夫

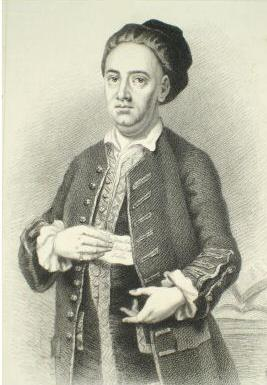
爱德华·凯夫，1740

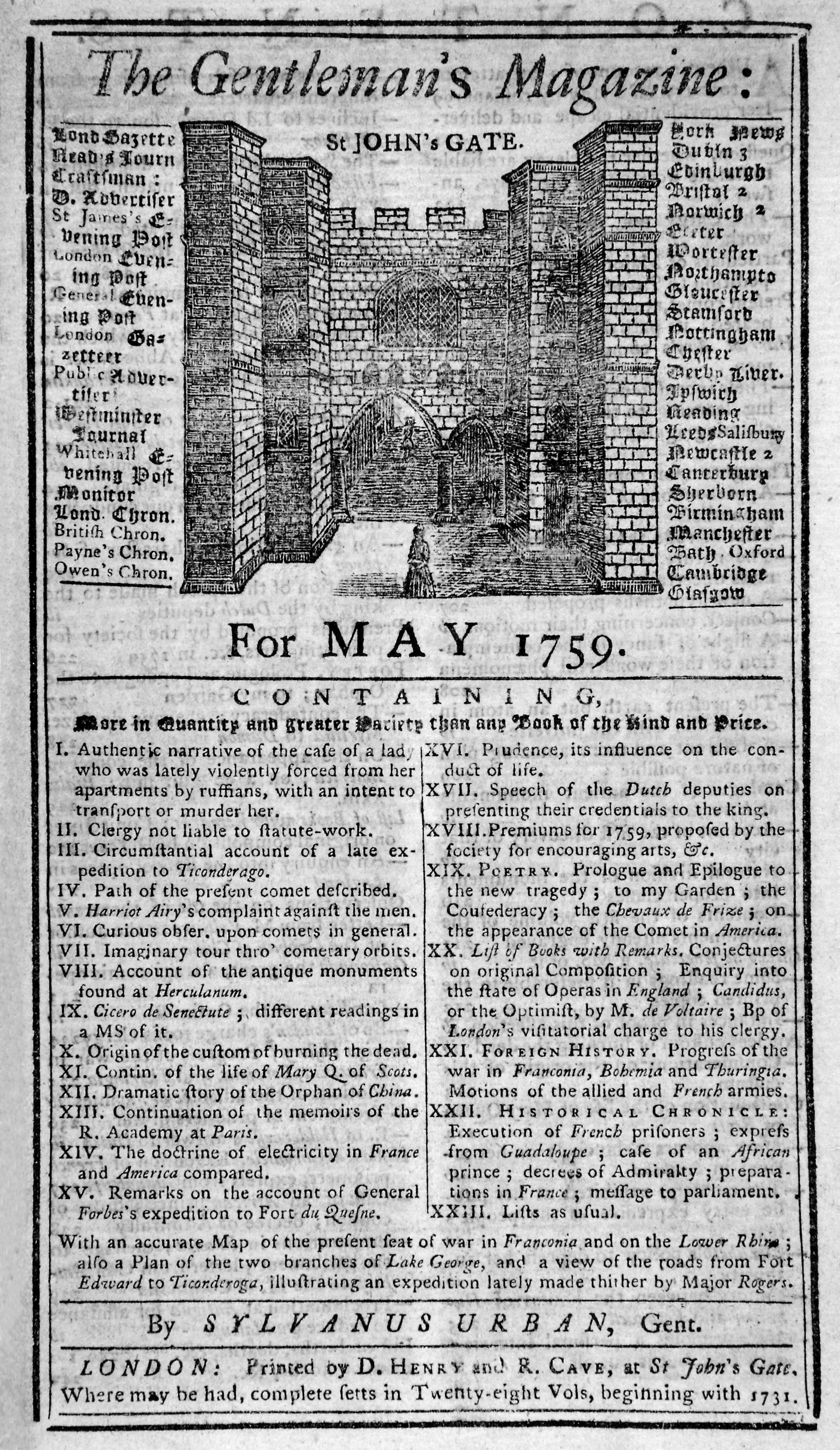
《绅士杂志》1759年5月

爱德华·凯夫（英語：Edward Cave，1691年2月27日—1754年1月10日），英国出版商，编辑。他1731年创办的《绅士杂志》（The Gentleman's Magazine）是第一本现代意义上的通俗性杂志。

## 生平
愛德華·凱夫生於拉格比附近的牛頓村，是鞋匠的兒子，曾經上過當地的文法學校，但後來因為被指控偷竊校長的物品而遭到退學。他曾从事过许多职业，包括木材商、记者和印刷业者。他想推出一本期刊，內容包括可能令那些受过教育的大眾會有所興趣的每個主題，從商業到詩歌，他也試圖說服幾家倫敦的印刷業者和書商採納他的想法。因為沒有人表示任何興趣，凱夫便自己承擔這份工作。《紳士雜誌》從1731年開始發行，很快就成為當時最有影響力也最常被模仿的期刊。凱夫也因而致富。
凯夫是个精明的商人，他将他的全部精力投入办杂志，很少离开他位于克拉肯韦尔圣约翰门的办公室。他的杂志上刊登了很多作者的作品，其中最著名的是塞缪尔·约翰逊。约翰逊也很感激凯夫多年来对他的雇用。凯夫本人也经常用「Sylvanus Urban」的笔名，为杂志写作。
他通过向路易斯·保羅支付專利许可费製作了有250個紡錘的紡絲機，這種機器是水力細紗機的先驅。1742年，凱夫買下了北安普頓的馬佛斯工廠（Marvel's Mill），將它改為棉織廠，這可能是世界上第一個以水為動力的紡紗廠。看似有利可圖，其實獲利普通。這間工廠在1761年（也可能是其後不久）關閉。
凱夫有痛風的痼疾。他死後埋葬在克勒肯維爾的聖詹姆士教堂。